# Nostolachma viridiflora
Nostolachma viridiflora är en måreväxtart som först beskrevs av Henry Nicholas Ridley, och fick sitt nu gällande namn av J.-f.Leroy och Aaron Paul Davis. Nostolachma viridiflora ingår i släktet Nostolachma och familjen måreväxter. Inga underarter finns listade i Catalogue of Life.